# A Private Heaven
A Private Heaven es el quinto álbum de estudio de la cantante escocesa Sheena Easton lanzado en octubre de 1984 a través de la discográfica EMI. 
El álbum abarca los géneros Dance pop y New wave. El disco lanzó cinco sencillos a fin de promocionar el álbum comercialmente, recibiendo un éxito general moderado y llevando a A Private Heaven a ser el álbum más exitoso de Easton en Estados Unidos.
Dos de sus sencillos «Strut» y «Sugar Walls» consiguieron desempeñar un éxito en Estados Unidos, consiguiendo el top 10 de la lista Billboard Hot 100. Convirtiéndose en el disco de Easton con más éxitos. En Canadá, «Strut» fue muy bien recibido, consiguiendo el top 10 de RPM Singles Chart, mientras que «Sugar Walls» consiguió sobrepasar el top 30 consiguiendo su pico en el escaño 27. Sin embargo en su país natal, Reino Unido, no consiguió enlistar ninguno de los títulos anteriores.
Comercialmente, A Private Heaven consiguió vender un millón y medio de copias en Estados Unidos, recibiendo por ende la certificación de Platino en el país. En Canadá el disco también fue bien recibido comercialmente recibiendo la certificación de platino por ventas de 100.000 copias en el país entre 1984 y 1985.

## Antecedentes
Este álbum marcó un esfuerzo consciente de parte de Easton por cambiar su imagen a la de una cantante sexy, después de cultivar una imagen "dulce e inocente" desde el lanzamiento de su carrera cinco años atrás. Easton colaboró con Prince en la polémica canción «Sugar Walls», escrita por él bajo el seudónimo «Alexander Nevermind». La canción y su videoclip fueron prohibidos en algunas regiones debido a su contenido sexual y fue una de las canciones citadas por Tipper Gore en su lista de las Parents Music Resource Center, en un esfuerzo por introducir un etiquetaje de advertencia obligatorio en álbumes musicales con contenido sexual o agresivo explícito.
La asociación de Easton con Prince seguiría durante los próximos años, aunque "
A Private Heaven (1984) sería su colaboración más exitosa. En términos de ventas y registros de hit, también fue el lanzamiento más popular de su carrera en Estados Unidos. De forma contraria, en el Reino Unido fue su primer álbum que no logró gran popularidad, ninguno de los singles liberados llegó al Top 75.
En el año 2000, One Way Records de Nueva York, lanzó una versión remasterizada con bonus tracks y un lado b.

## Lista de canciones
- Lado uno:

1. "Strut" (Dore/Littman) 4:05
2. "Sugar Walls" (Alexander Nevermind) 4:01
3. "Hungry Eyes" (Matheison/Veitch) 3:42
4. "It's Hard to Say It's Over" (Anderson/Cunico/Saviano) 4:24
5. "Swear" (Scott) 3:43

- Lado dos:

1. "Love and Affection" (Joan Armatrading)
2. "Back in the City" (Mathieson/Ritenour/Veitch) 3:46
3. "You Make Me Nervous" (Holding/Nevil/Pain) 3:53
4. "All By Myself" (Steve Lukather/Veitch) 4:24
5. "Double Standard" (Kipner/Petterson) 3:50

- El CD reeditado contenía los siguientes bonus tracks:

1. "Letters from the Road"
2. "Straight Talkin'"
3. "Fallen Angels"
4. "Strut (Dance Mix)"
5. "Sugar Walls (Dance Mix)"
6. "Sugar Walls (Red Mix)"
7. "Swear (Dub Mix)"